# Silva Ferraz
Joaquim Simões da Silva Ferraz foi um professor, advogado e poeta português que dedicou grande parte da sua vida à escrita de poesia e artigos na área do ensino. 

## Biografia
Joaquim Simões da Silva Ferraz, natural do Porto nasceu a 14 de janeiro de 1834 e morreu, em Lisboa, a 26 de agosto de 1875 (41 anos). Poeta, bacharelou-se em 1857 na Faculdade de Direito de Coimbra, onde estudou juntamente com Aires de Gouveia, Soares de Passos e Alexandre Braga.
Exerceu brevemente advocacia e, posteriormente ingressou no ensino liceal em Lisboa, onde lecionou Francês e Inglês. Ficou incapacitado e foi obrigado a abandonar a sua atividade profissional devido a uma doença incurável.

## Obra lírica
- Harmonias da Natureza, 1852
- Resumo do Catecismo de Perseverança - Tradução, 1853
- Cantos e Lamentos, Poesias Escolhidas, 1857

## Características da obra
Na sua obra, Silva Ferraz transmite diferentes sensações como o mito ou a própria Natureza demonstrando como ainda sobrevive o primeiro espírito romântico.

## Obra[3][4]
Na juventude publicou poesias em vários jornais, tais como O Novo Trovador (1851-1856) -  fundado em conjunto com os seus colegas universitários em 1851 -  e Harpa do Mondego (1855). Aos 18 anos publicou o seu primeiro livro de versos Harmonias da Natureza. E, em 1857, escreveu ainda um livro de poemas intitulado Cantos e Lamentos, Poesias Escolhidas.
Escreveu também artigos na área do ensino, publicados no Artigo Universal, onde igualmente publicou poesia.
Contribui, ainda, na edição antológica de poemas de Bocage, Poesias Selectas de Manuel Maria Barbosa du Bocage Coligidas e Anotadas por J.S de Silva Ferraz e Precedidas de Um Esboço Biográfico por J.V. Pinto de Carvalho (Porto, 1864).

### Harmonias da Natureza(1852)
Prefaciado por Camilo Castelo Branco, que sobre o mesmo disse “ser este o melhor livro de versos produzido nos últimos doze anos por algum poeta do Porto”.

### Resumo do Catecismo de Perseverança –Tradução[6]
Publicado em 1853, pela editora Francisco Gomes da Fonseca, este livro foi escrito pelo abade J.Gaume, tendo sido traduzido pela primeira vez em português e sobre a décima edição de Paris, por Silva Ferraz e seguido de uma análise por Camilo Castelo Branco. Nesta análise final, Camilo Castelo Branco elogia a editora de Francisco Gomes da Fonseca pela escolha do tradutor (Silva Ferraz) e pela forma da impressão. 
"O sr. Francisco Gomes da Fonseca, esmerou-se na escolha do traductor deste primor religioso, e não faltou ás condições de uma aformoseada impressão."

### Cantos e lamentos, Poesias Escolhidas[8](1857)
Publicado pela primeira vez no Porto, pela Editora de Francisco Gomes da Fonseca, Rua das Hortas nº102. O livro é uma coletânea de 40 poemas, sendo que alguns são dedicados aos seus amigos de faculdade e outros fazem parte de um conjunto de poemas recitados em ocasiões especiais. Entre eles estão:
- I. Hymno Á Lua, dedicado ao seu amigo A. Ayres de Gouvea;
- II. O Mar;
- III. Ao mesmo;
- IV. Soledade;
- VIII. Lamentos de Camoens, dedicado ao seu amigo A. A. Soares de Passos;
- XI. Elegia - Canto do Suicida;
- XIII. Quadras recitadas no concerto do violinista F. de Sá Noronha:

 "É bello ouvir a musica selvagem/ Das ermas praias, e escutar o Oceano,/ Quando o vento, na rapida passagem,/ Se une das ondas ao folguedo insano."
- XXVII. Galileu - Ao Exc. mo Snr. Antonio Feliciano de Castilho;
- XXXI. Versos recitados  no Theatro Academico do Porto;
- XXXVII. Nox perpetua una dormienda, dedicada ao seu amigo Alexandre Braga;
- XL. Adeus.